# Infiniti Pro Series 2005
Infiniti Pro Series 2005 vanns av Wade Cunningham.

## Delsegrare
| Datum        | Bana             | Vinnare         |
| ------------ | ---------------- | --------------- |
| 6 mars       | Homestead        | Travis Gregg    |
| 19 mars      | Phoenix          | Jon Herb        |
| 3 april      | Saint Petersburg | Marco Andretti  |
| 27 maj       | Indianapolis     | Jaime Câmara    |
| 11 juni      | Texas            | Travis Gregg    |
| 18 juni      | Indianapolis     | Marco Andretti  |
| 16 juli      | Nashville        | Jaime Câmara    |
| 24 juli      | Milwaukee        | Jeff Simmons    |
| 13 augusti   | Kentucky         | Travis Gregg    |
| 21 augusti   | Pikes Peak       | Jeff Simmons    |
| 28 augusti   | Sears Point      | Marco Andretti  |
| 11 september | Chicagoland      | Jeff Simmons    |
| 25 september | Watkins Glen     | Jeff Simmons    |
| 16 oktober   | Fontana          | Wade Cunningham |

## Slutställning
| Plats | Förare          | Poäng |
| ----- | --------------- | ----- |
| 1     | Wade Cunningham | 504   |
| 2     | Jeff Simmons    | 474   |
| 3     | Travis Gregg    | 462   |
| 4     | Nick Bussell    | 430   |
| 5     | Jaime Câmara    | 403   |
| 6     | Chris Festa     | 387   |
| 7     | Jon Herb        | 364   |
| 8     | Marty Roth      | 355   |
| 9     | Jay Drake       | 341   |
| 10    | Marco Andretti  | 340   |